# (26383) 1999 MA2
(26383) 1999 MA2 est un objet de la ceinture principale d'astéroïdes intérieure de 1,777 km de diamètre découvert en 1999.

## Description
(26383) 1999 MA2 a été découvert le 20 juin 1999 à la Station Catalina, un observatoire astronomique situé dans les Monts Santa Catalina à environ 29 kilomètres au nord-est de Tucson dans l'Arizona, par le projet Catalina Sky Survey.

### Caractéristiques orbitales
L'orbite de cet astéroïde est caractérisée par un demi-grand axe de 1,94 UA, un périhélie de 1,83 UA, une excentricité de 0,06 et une inclinaison de 24,43° par rapport à l'écliptique. Du fait de ces caractéristiques, à savoir un demi-grand axe inférieur à 2 UA et un périhélie supérieur à 1,666 UA, il est classé, selon la JPL Small-Body Database, objet de la ceinture principale d'astéroïdes intérieure.

### Caractéristiques physiques
(26383) 1999 MA2 a une magnitude absolue (H) de 14,8 et un albédo estimé à 0,000, ce qui permet de calculer un diamètre de 1,777 km. Ces résultats ont été obtenus grâce aux observations du Wide-Field Infrared Survey Explorer (WISE), un télescope spatial américain mis en orbite en 2009 et observant l'ensemble du ciel dans l'infrarouge, et publiés en 2011 dans un article présentant les premiers résultats concernant les astéroïdes de la ceinture principale.